# Isopterygium byssobolax
Isopterygium byssobolax är en bladmossart som beskrevs av Jean Édouard Gabriel Narcisse Paris 1900. Isopterygium byssobolax ingår i släktet Isopterygium och familjen Hypnaceae. Inga underarter finns listade i Catalogue of Life.